# Grossstadtgeflüster
Grossstadtgeflüster ist eine deutschsprachige Elektropop-Band aus Berlin.

## Geschichte
Die Berlinerin Jen Bender und der gebürtige Bremer Raphael Schalz gründeten 2003 in Berlin die Band Grossstadtgeflüster. Seit 2008 gehört der Schlagzeuger Chriz Falk zur festen Bandbesetzung.
Am 12. Mai 2006 veröffentlichte die Band das Debütalbum Muss laut sein bei X-Cell Records. Im April 2008 folgte das Album Bis einer heult!!! auf dem eigenen Label Chicken Soup Records. Das dritte Album Alles muss man selber machen erschien Ende April 2010. Das vierte Album Oh, ein Reh! erschien am 7. Juni 2013 bei Four Music.
2015 folgte die EP Fickt-Euch-Allee und die gleichnamige Single.
Mit dem Album Trips & Ticks aus dem Jahr 2019 konnte Grossstadtgeflüster das erste Mal in die Deutschen Album-Charts einsteigen, nachdem sie mit der EP Fickt-Euch-Allee und Liebe schmeckt gut bereits in den Single-Charts vertreten war. Im Juni 2023, nach 20 Jahren Bandgeschichte, kündigte die Band ihr Album Das Über-Icke für das Frühjahr 2024 an, es wurde am 9. Februar veröffentlicht.

## Stil
Musikalisch bewegt sich Grossstadtgeflüster zwischen Elektropop und Electropunk. Die Texte drehen sich dabei oft um Themen wie persönliche Freiheit und ein Leben abseits der Norm.

## Diskografie

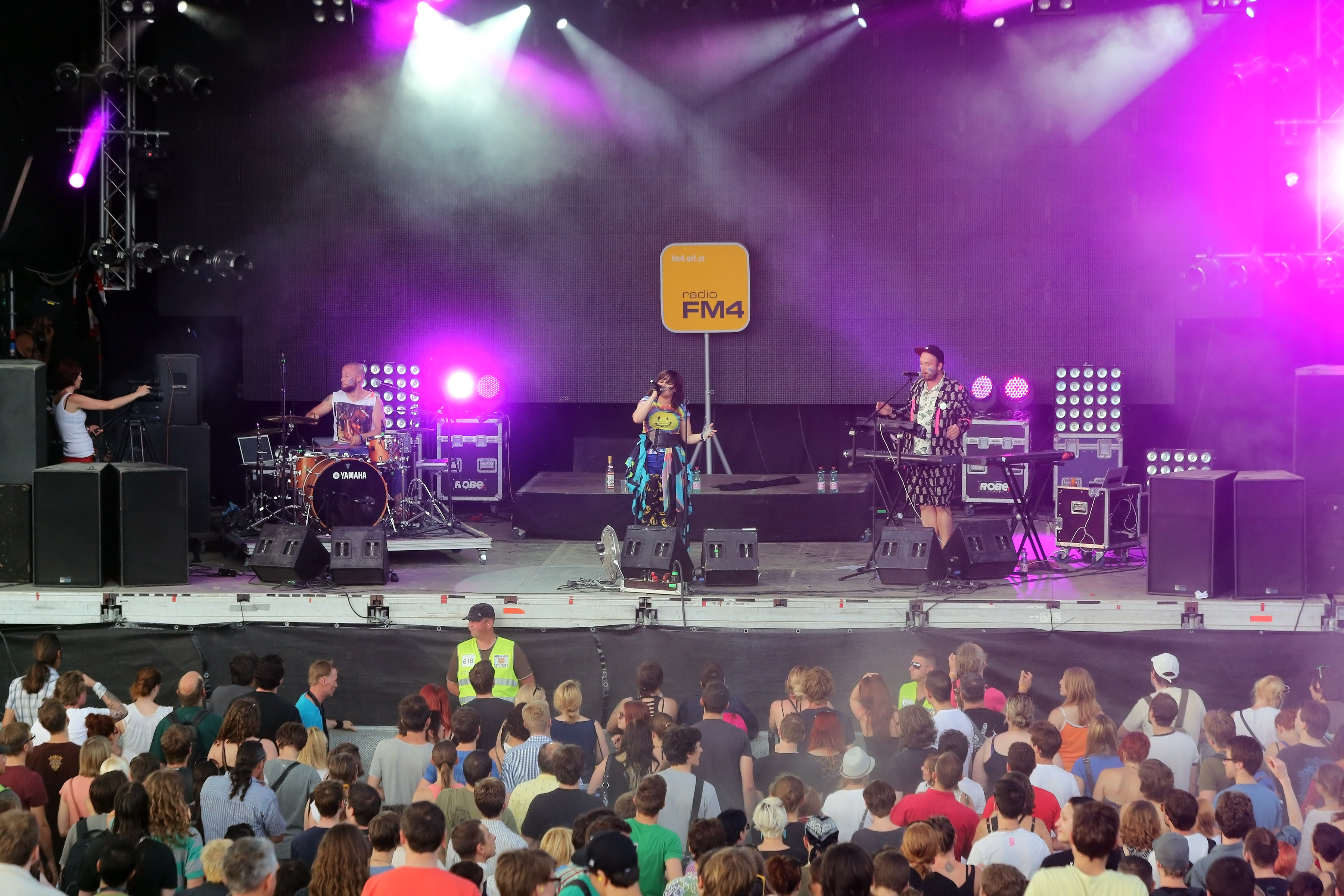
Grossstadtgeflüster (Donauinselfest 2013)

### Alben
- 2006: Muss laut sein (X-Cell Records)
- 2008: Bis einer heult!!! (Chicken Soup Records)
- 2010: Alles muss man selber machen (BMG Rights Management)
- 2013: Oh, ein Reh! (Four Music)
- 2016: Episode 1+2 (BMG Rights Management)
- 2019: Trips & Ticks (BMG Rights Management)
- 2024: Das Über-Icke (BMG Rights Management)

### EPs
- 2004: Demo (Bassstadt Artist Management)
- 2013: Konfetti und Yeah (Four Music)
- 2015: Fickt-euch-Allee (Episode 1) (BMG Rights Management)
- 2016: Ich boykottiere dich (Episode 2) (BMG Rights Management)

### Singles
- 2006: Liebe schmeckt gut (X-Cell Records)
- 2006: Ich muss gar nix (X-Cell Records)
- 2008: Haufenweise Scheisse (Chicken Soup Records)
- 2008: Wir sind sexy ([PIAS] Recordings, feat. Da Hool)
- 2008: Lebenslauf (Chicken Soup Records)
- 2010: Kaethe (BMG Rights Management)
- 2010: Weil das Morgen noch so ist (BMG Rights Management)
- 2013: Konfetti und Yeah (Four Music)
- 2015: Fickt-euch-Allee (BMG Rights Management)
- 2016: Ich rollator mit meim Besten (BMG Rights Management)
- 2016: Ich boykottiere dich (BMG Rights Management)
- 2017: Keiner fickt mich (BMG Rights Management, feat. Fatoni)
- 2017: Wie man Feuer macht (Königskinder Music)
- 2018: Feierabend (BMG Rights Management)
- 2019: Neue Freunde (BMG Rights Management)
- 2019: Skalitzer Strasse (BMG Rights Management)
- 2020: Diadem (BMG Rights Management)
- 2022: Mancave (Uncle M Music; Kochkraft durch KMA, feat. Grossstadtgeflüster)
- 2023: Icke! (BMG Rights Management)
- 2023: Ich kündige (BMG Rights Management)
- 2023: Wenn ich deine Eltern wär (BMG Rights Management)
- 2024: Huckepack (BMG Rights Management)

### Gastbeiträge
- 2009: Laut reden nichts sagen auf A Tribute to Die Fantastischen Vier

## Auszeichnungen
- 2022: Deutscher Musikautorenpreis in der Kategorie Text Rock/Pop[6]